# Plainville (Georgia)
Plainville – miasto w Stanach Zjednoczonych, w stanie Georgia, w hrabstwie Gordon.